# Distrito de Kreuzlingen
El distrito de Kreuzlingen (en alemán Bezirk Kreuzlingen) es uno de los ocho distritos del cantón de Turgovia (Suiza). Tiene una superficie de 118,4 km². Su capital es Kreuzlingen.

## Geografía
El distrito de Kreuzlingen se encuentra situado a orillas del lago de Constanza y limita al norte con los distritos de Constanza (GER-BW) y Bodensee (GER-BW), al sureste con Arbon, al sur con Bischofszell y Weinfelden, y al oeste con Steckborn.

## Comunas
| Distrito de Kreuzlingen | Distrito de Kreuzlingen | Distrito de Kreuzlingen |
| Comunas                 | Población (31.12.2014)  | Superficie km²          |
| ----------------------- | ----------------------- | ----------------------- |
| Altnau                  | 2114                    | 6.7                     |
| Bottighofen             | 2115                    | 2.4                     |
| Ermatingen              | 3167                    | 10.4                    |
| Gottlieben              | 303                     | 0.4                     |
| Güttingen               | 1555                    | 9.5                     |
| Kemmental               | 2358                    | 28.4                    |
| Kreuzlingen             | 21 290                  | 11.5                    |
| Langrickenbach          | 1269                    | 10.9                    |
| Lengwil                 | 1568                    | 8.9                     |
| Münsterlingen           | 3177                    | 5.4                     |
| Raperswilen             | 411                     | 7.7                     |
| Salenstein              | 1299                    | 6.6                     |
| Tägerwilen              | 4336                    | 11.6                    |
| Wäldi                   | 1039                    | 12.3                    |
| Total (14)              | 46 001}}                | 129.0                   |

## Reforma
Desde el 1 de enero de 2011 con la entrada en vigor de la nueva reforma territorial del cantón de Turgovia, el distrito fue modificado de la siguiente forma:
- Raperswilen y Salenstein (del extinto distrito de Steckborn).